# Desa Pangurayan
Desa Pangurayan är en administrativ by i Indonesien.   Den ligger i provinsen Jawa Timur, i den västra delen av landet, 700 km öster om huvudstaden Jakarta. Desa Pangurayan ligger på ön Madura.